# Кубок Атлантики по футболу 1956
Первый розыгрыш Кубка Атлантики (порт.-браз. Taça do Atlântico или исп. Copa del Atlántico) прошёл в 1956 году. В нём участвовали сборные Бразилии, Аргентины и Уругвая. Победу одержала Бразилия, набравшая одинаковое количество очков с Аргентиной, но забившая на один мяч больше. Было предложено провести дополнительный матч между этими сборными, но по ряду причин он не состоялся.

## Стадионы
| Авельнеда            | Монтевидео          | Рио-де-Жанейро       |
| -------------------- | ------------------- | -------------------- |
| Хуан Доминго Перон   | Сентенарио          | Маракана             |
| Вместимость: 120,000 | Вместимость: 74,860 | Вместимость: 199,854 |
|                      |                     |                      |

## Матчи
24 июня
| Бразилия    | 2:0 (1:0) | Уругвай | Маракана, Рио-де-Жанейро Зрители: 59 816 Судья: Фредерико Лопес (Бразилия) |
| Зизиньо 25' |           |         | Маракана, Рио-де-Жанейро Зрители: 59 816 Судья: Фредерико Лопес (Бразилия) |
| Канарио 86' |           |         |                                                                            |

1 июля
| Уругвай    | 1:2 (0:0) | Аргентина  | Сентенарио, Монтевидео Зрители: Судья: Эрвин Хигер (Перу) |
| Аббади 56' |           | 52' Грильо | Сентенарио, Монтевидео Зрители: Судья: Эрвин Хигер (Перу) |
|            |           | 82' Грильо |                                                           |

8 июля
| Аргентина | 0:0 (0:0) | Бразилия | Хуан Доминго Перон, Авельнеда Зрители: Судья: Хуан Регис Броцци (Аргентина) |

## Турнирная таблица
| Турнирная таблица Кубка Атлантики 1956 | Турнирная таблица Кубка Атлантики 1956 | Турнирная таблица Кубка Атлантики 1956 | Турнирная таблица Кубка Атлантики 1956 | Турнирная таблица Кубка Атлантики 1956 | Турнирная таблица Кубка Атлантики 1956 | Турнирная таблица Кубка Атлантики 1956 | Турнирная таблица Кубка Атлантики 1956 | Турнирная таблица Кубка Атлантики 1956 | Турнирная таблица Кубка Атлантики 1956 |
| Позиция                                | Команда                                | Матчи                                  | Победы                                 | Ничьи                                  | Поражения                              | Забито                                 | Пропущено                              | Разница голов                          | Очки                                   |
| -------------------------------------- | -------------------------------------- | -------------------------------------- | -------------------------------------- | -------------------------------------- | -------------------------------------- | -------------------------------------- | -------------------------------------- | -------------------------------------- | -------------------------------------- |
| 1                                      | Бразилия                               | 2                                      | 2                                      | 1                                      | 0                                      | 2                                      | 0                                      | +2                                     | 3                                      |
| 2                                      | Аргентина                              | 2                                      | 1                                      | 1                                      | 0                                      | 2                                      | 1                                      | +1                                     | 3                                      |
| 3                                      | Уругвай                                | 2                                      | 0                                      | 0                                      | 2                                      | 1                                      | 4                                      | -3                                     | 0                                      |